# Jixi (Xuancheng)
Jixi (en chino, 绩溪; pinyin, Jīxī, pronunciado [tɕî.ɕí]) es un condado  bajo la administración directa de la Prefectura Xuancheng en la Provincia de Anhui, República Popular China.  Su área es de 1103 km² y su población total para 2010 superó los 150 mil habitantes. 

## Administración
Desde julio de 2020, el  Condado Jixi se divide en 11 pueblos que se administran en 8 poblados y 3  villas.